# Sina Kammerschmitt
Sina Kammerschmitt (17 de septiembre de 2003) es una deportista de Alemania que compite en atletismo. Ganó una medalla de plata en el Campeonato Europeo de Atletismo Sub-20 de 2021, en la prueba de 4 × 100 m.